# دوري آيسلندا الممتاز 1975
دوري آيسلندا الممتاز 1975 (بالآيسلندية: 1. deild karla í knattspyrnu 1975) هو الموسم 64 من  دوري آيسلندا الممتاز. أقيم خلال الفترة 17 مايو 1975 وحتى 31 أغسطس 1975، والذي يشرف على تنظيمه اتحاد آيسلندا لكرة القدم، وكان عدد الأندية المشاركة فيه  8، وفاز فيه ابروتاباندلاج أكرانيس.